# Queensrÿche (álbum)
Queensrÿche es el decimocuarto álbum de la banda estadounidense de Heavy metal Queensrÿche y es el primero con Todd La Torre como vocalista, publicado en junio de 2013. 
El lanzamiento tuvo lugar después de la ruptura de Michael Wilton, Eddie Jackson y Scott Rockenfield con el vocalista Geoff Tate, quien tras ello llevó a cabo su propia versión de Queensrÿche, editando un disco por su lado. Posteriormente, Tate perdería los derechos del nombre de la banda en 2014 tras un acuerdo legal.

## Lista de canciones
| N.º | Título                             | Escritor(es)                                   | Duración |  |
| 1.  | «X2» (instrumental)                | Scott Rockenfield                              |          |  |
| 2.  | «Where Dreams Go to Die»           | Parker Lundgren, Todd La Torre, Michael Wilton |          |  |
| 3.  | «Spore»                            | Rockenfield, La Torre, Eddie Jackson           |          |  |
| 4.  | «In This Light»                    | Rockenfield, Jackson                           |          |  |
| 5.  | «Redemption»                       | Wilton, La Torre, Rockenfield                  |          |  |
| 6.  | «Vindication»                      | Wilton, La Torre, Rockenfield                  |          |  |
| 7.  | «Midnight Lullaby'» (instrumental) | Rockenfield, La Torre                          |          |  |
| 8.  | «A World Without»                  | Rockenfield, La Torre, Wilton                  |          |  |
| 9.  | «Don't Look Back»                  | Wilton, La Torre                               |          |  |
| 10. | «Fallout»                          | Rockenfield, Jackson                           |          |  |
| 11. | «Open Road»                        | Rockenfield, La Torre, Wilton                  |          |  |

## Personal
- Todd La Torre - voz
- Michael Wilton - guitarras
- Parker Lundgren - guitarras
- Eddie Jackson  -  bajo
- Scott Rockenfield - batería, percusión, teclados